# Manchester United F.C. mùa bóng 1961–62
Mùa giải 1961-62 là mùa giải lần thứ 60 của Manchester United ở The Football League và mùa giải thứ 17 liên tiếp của đội bóng ở Giải hạng nhất Anh. Không giống như những mùa giải trước đó, United từ chối tham dự Cúp Liên đoàn bóng đá Anh này và trong bốn mùa giải tới.
Bản hợp đồng mới trong mùa giải 1961-1962 đó là David Herd, cầu thủ này đã ghi bàn nhiều thứ hai mùa giải trước. Ông gia nhập United với một khoản phí 40 000 Bảng Anh, và kết thúc mùa giải, ông là cầu thủ ghi bàn hàng đầu của Câu lạc bộ với 14 bàn thắng tại Giải hạng nhất Anh và 17 bàn thắng trong tất cả các cuộc thi, mặc dù mùa giải này là một mùa giải đáng thất vọng cho câu lạc bộ khi United kết thúc ở vị trí thứ 15 tại Giải hạng nhất Anh.

## First Division
| Thời gian            | Đối thủ                 | H/A | Tỷ số Bt-Bb | Cầu thủ ghi bàn                          | Số lượng khán giả |
| -------------------- | ----------------------- | --- | ----------- | ---------------------------------------- | ----------------- |
| 19 tháng 8 năm 1961  | West Ham United         | A   | 1 – 1       | Stiles                                   | 32,628            |
| 23 tháng 8 năm 1961  | Chelsea                 | H   | 3 – 2       | Herd, Pearson, Viollet                   | 45,847            |
| 26 tháng 8 năm 1961  | Blackburn Rovers        | H   | 6 – 1       | Herd (2), Quixall (2), Charlton, Setters | 45,302            |
| 30 tháng 8 năm 1961  | Chelsea                 | A   | 0 – 2       |                                          | 42,248            |
| 2 tháng 9 năm 1961   | Blackpool               | A   | 3 – 2       | Viollet, Charlton                        | 28,156            |
| 9 tháng 9 năm 1961   | Tottenham Hotspur       | H   | 1 – 0       | Quixall                                  | 57,135            |
| 16 tháng 9 năm 1961  | Cardiff City            | A   | 2 – 1       | Dawson, Quixall                          | 29,251            |
| 18 tháng 9 năm 1961  | Aston Villa             | A   | 1 – 1       | Stiles                                   | 38,837            |
| 23 tháng 9 năm 1961  | Manchester City         | H   | 3 – 2       | Stiles, Viollet, own goal                | 56,345            |
| 30 tháng 9 năm 1961  | Wolverhampton Wanderers | H   | 0 – 2       |                                          | 39,457            |
| 7 tháng 10 năm 1961  | West Bromwich Albion    | A   | 1 – 1       | Dawson                                   | 25,645            |
| 14 tháng 10 năm 1961 | Birmingham City         | H   | 0 – 2       |                                          | 30,674            |
| 21 tháng 10 năm 1961 | Arsenal                 | A   | 1 – 5       | Viollet                                  | 54,245            |
| 28 tháng 10 năm 1961 | Bolton Wanderers        | H   | 0 – 3       |                                          | 31,442            |
| 4 tháng 11 năm 1961  | Sheffield Wednesday     | A   | 1 – 3       | Viollet                                  | 35,998            |
| 11 tháng 11 năm 1961 | Leicester City          | H   | 2 – 2       | Giles, Viollet                           | 21,567            |
| 18 tháng 11 năm 1961 | Ipswich Town            | A   | 1 – 4       | McMillan                                 | 25,755            |
| 25 tháng 11 năm 1961 | Burnley                 | H   | 1 – 4       | Herd                                     | 41,029            |
| 2 tháng 12 năm 1961  | Everton                 | A   | 1 – 5       | Herd                                     | 48,099            |
| 9 tháng 12 năm 1961  | Fulham                  | H   | 3 – 0       | Herd (2), Lawton                         | 22,193            |
| 16 tháng 12 năm 1961 | West Ham United         | H   | 1 – 2       | Herd                                     | 29,472            |
| 26 tháng 12 năm 1961 | Nottingham Forest       | H   | 6 – 3       | Lawton (3), Brennan, Charlton, Herd      | 30,822            |
| 13 tháng 1 năm 1962  | Blackpool               | H   | 0 – 1       |                                          | 26,999            |
| 15 tháng 1 năm 1962  | Aston Villa             | H   | 2 – 0       | Charlton, Quixall                        | 20,807            |
| 20 tháng 1 năm 1962  | Tottenham Hotspur       | A   | 2 – 2       | Charlton, Stiles                         | 55,225            |
| 3 tháng 2 năm 1962   | Cardiff City            | H   | 3 – 0       | Giles, Lawton, Stiles                    | 29,200            |
| 10 tháng 2 năm 1962  | Manchester City         | A   | 2 – 0       | Chisnall, Herd                           | 49,959            |
| 24 tháng 2 năm 1962  | West Bromwich Albion    | H   | 4 – 1       | Charlton (2), Setters, Quixall           | 32,456            |
| 28 tháng 2 năm 1962  | Wolverhampton Wanderers | A   | 2 – 2       | Herd, Lawton                             | 27,565            |
| 3 tháng 3 năm 1962   | Birmingham City         | A   | 1 – 1       | Herd                                     | 25,817            |
| 17 tháng 3 năm 1962  | Bolton Wanderers        | A   | 0 – 1       |                                          | 34,366            |
| 20 tháng 3 năm 1962  | Nottingham Forest       | A   | 0 – 1       |                                          | 27,833            |
| 24 tháng 3 năm 1962  | Sheffield Wednesday     | H   | 1 – 1       | Charlton                                 | 31,322            |
| 4 tháng 4 năm 1962   | Leicester City          | A   | 3 – 4       | McMillan (2), Quixall                    | 15,318            |
| 7 tháng 4 năm 1962   | Ipswich Town            | H   | 5 – 0       | Quixall (3), Setters, Stiles             | 24,976            |
| 10 tháng 4 năm 1962  | Blackburn Rovers        | A   | 0 – 3       |                                          | 14,623            |
| 14 tháng 4 năm 1962  | Burnley                 | A   | 3 – 1       | Brennan, Cantwell, Herd                  | 36,240            |
| 16 tháng 4 năm 1962  | Arsenal                 | H   | 2 – 3       | Cantwell, McMillan                       | 24,258            |
| 21 tháng 4 năm 1962  | Everton                 | H   | 1 – 1       | Herd                                     | 31,926            |
| 23 tháng 4 năm 1962  | Sheffield United        | H   | 0 – 1       |                                          | 30,073            |
| 24 tháng 4 năm 1962  | Sheffield United        | A   | 3 – 2       | McMillan (2), Stiles                     | 25,324            |
| 28 tháng 4 năm 1962  | Fulham                  | A   | 0 – 2       |                                          | 40,113            |

| #  | Câu lạc bộ        | Tr | T  | H  | B  | Bt | Bb | Hs | Điểm |
| -- | ----------------- | -- | -- | -- | -- | -- | -- | -- | ---- |
| 14 | Leicester City    | 42 | 17 | 6  | 19 | 72 | 71 | +1 | 40   |
| 15 | Manchester United | 42 | 15 | 9  | 18 | 72 | 75 | -3 | 39   |
| 16 | Blackburn Rovers  | 42 | 14 | 11 | 17 | 50 | 58 | -8 | 39   |

## FA Cup
| Thời gian           | Vòng đấu       | Đối thủ             | H/A | Tỷ số Bt-Bb | Cầu thủ ghi bàn | Số lượng khán giả |
| ------------------- | -------------- | ------------------- | --- | ----------- | --------------- | ----------------- |
| 6 tháng 1 năm 1962  | Vòng 3         | Bolton Wanderers    | H   | 2 – 1       | Nicholson, Herd | 42,202            |
| 31 tháng 1 năm 1962 | Vòng 4         | Arsenal             | H   | 1 – 0       | Setters         | 54,082            |
| 17 tháng 2 năm 1962 | Vòng 5         | Sheffield Wednesday | H   | 0 – 0       |                 | 59,553            |
| 21 tháng 2 năm 1962 | Vòng 5 Đấu lại | Sheffield Wednesday | A   | 2 – 0       | Charlton, Giles | 62,969            |
| 10 tháng 3 năm 1962 | Vòng 6         | Preston North End   | A   | 0 – 0       |                 | 37,521            |
| 14 tháng 3 năm 1962 | Vòng 6 Đấu lại | Preston North End   | H   | 2 – 1       | Herd, Charlton  | 63,468            |
| 31 tháng 3 năm 1962 | Bán kết        | Tottenham Hotspur   | N   | 1 – 3       | Herd            | 65,000            |